# Eduard Walser
Eduard Walser (* 15. Oktober 1863 in Chur; † 13. Februar 1949 ebenda), heimatberechtigt in Seewis im Prättigau sowie Chur, war ein Schweizer Politiker (FDP).

## Leben

### Familie und Beruf
Der reformiert getaufte Eduard Walser, Sohn des Landwirts sowie Bündner Regierungsrats Eduard Walser senior, erwarb die Maturität an der Kantonsschule Chur. Im Anschluss wandte er sich dem Studium der Rechtswissenschaften an den Universitäten Leipzig, München, Tübingen, Bern, Lausanne und Siena zu, das er mit der Promotion zum Dr. iur. abschloss. Eduard Walser, der in der Folge seit 1889 als Anwalt in Chur wirkte, avancierte um die Jahrhundertwende zu einem der bekanntesten Bündner Anwälte, dem ein geräumiges Büro zur Verfügung stand. Darüber hinaus trat er als Turner in Erscheinung.
Eduard Walser war in erster Ehe mit der aus Neapel stammenden Johanna, Tochter des Brauereibesitzers Johann Jacob Hatz, in zweiter Ehe mit Lydia, Tochter des Fabrikanten Otto Looser verheiratet. Er verstarb 1949 in seinem 86. Lebensjahr in seiner Heimatstadt Chur.

### Politische Laufbahn
Eduard Walser, Mitglied der Freisinnig-Demokratischen Partei, gehörte um 1890 zum Vorstand der jungen Radikalen um Friedrich Manatschal. Im Verlauf seiner politischen Karriere vertrat er seine Partei im Kleinen Stadtrat von Chur (Exekutive), von 1891 bis 1917 im Bündner Grossrat sowie 1918 bis 1926 im Regierungsrat. Bei den Parlamentswahlen 1902 gelang ihm der Einzug in den Nationalrat, dem er bis 1928 angehörte.